# Клюкино (Свердловская область)
Клюкино — упразднённая в 1962 году деревня в южной части Свердловской области, в Каменском городском округе. Была расселена в 1960 году как одна из пострадавших от Кыштымской аварии на химкомбинате Маяк в городе Озёрск.

## География
Деревня располагалась на восточном берегу озера Малый Сунгуль.

## История
Жители были участниками Пугачёвщины 1774 года. Постоянно были приписаны к Каменскому заводу.
До 1923 года относилась к Щербаковской волости Камышловского уезда Пермской губернии. В 1928 году входила в Рыбинковский сельсовет Каменского района Шадринского округа Уральской области.
Ряд населённых пунктов района пострадали от деятельности ПО «Маяк» в 1957 году. В связи с этим на территории городского округа осуществляется постоянный радиационный контроль.
В 1960 году деревня была снесена, а население переселено в Большие Брусяны.
В настоящее время все постройки деревни снесены в рамках ликвидации последствий, а на месте деревни располагается урочище Клюкино.

## Население
- В 1926 году в деревне было 271 двор с населением 1165 человек[2].